# Hauts-de-Seine
Hauts-de-Seine là một khu hành chính (départements) ở Pháp. Nó là một bộ phận của vùng Île-de-France, định hình nên phần ngoại ô phía tây Paris. Khu vực này nhỏ lại đông dân cư, có nhiều văn phòng hiện đại, nhà hát và những khu tổ hợp mua sắm được biết đến như La Défense với kiến trúc Grande Arche nổi tiếng.

## Địa lý
Hauts-de-Seine và hai départements khác, Seine-Saint-Denis và Val-de-Marne, tạo thành hình vòng cung bao lấy Paris, được biết đến như petite couronne (i.e. "inner ring").

## Hành chính
Hauts-de-Seine gồm 3 quận và 36 xã:
| Arrondissement of Antony | Arrondissement of Boulogne-Billancourt | Arrondissement of Nanterre |
| --- | --- | --- |
| 1. Antony 2. Châtenay-Malabry 3. Sceaux 4. Bourg-la-Reine 5. Bagneux 6. Fontenay-aux-Roses 7. Le Plessis-Robinson 8. Clamart 9. Châtillon 10. Montrouge 11. Malakoff 12. Vanves | 1. Issy-les-Moulineaux 2. Boulogne-Billancourt 3. Meudon 4. Sèvres 5. Chaville 6. Ville-d'Avray 7. Saint-Cloud 8. Marnes-la-Coquette 9. Vaucresson | 1. Garches 2. Rueil-Malmaison 3. Suresnes 4. Puteaux 5. Nanterre 6. Colombes 7. La Garenne-Colombes 8. Bois-Colombes 9. Courbevoie 10. Neuilly-sur-Seine 11. Levallois-Perret 12. Clichy 13. Asnières-sur-Seine 14. Gennevilliers 15. Villeneuve-la-Garenne |

## Lịch sử
Khu hành chính Hauts-de-Seine được thành lập vào năm 1968, từ nhiều phần của départements Seine và Seine-et-Oise.
Trong thập niên 1990s và đầu thập niên 2000s, Hauts-de-Seine hứng chịu nhiều tai tiếng từ vụ xì căng đan tham nhũng liên quan đến việc sử dụng sai công quỹ dành cho các dự án về nhà ở của vùng. Bên liên can bao là bộ trưởng tiền nhiệm, chủ tịch hội đồng nhân dân tiền nhiệm của Hauts-de-Seine, Charles Pasqua, và một số cá nhân khác của đảng RPR

## Kinh tế
Hauts-de-Seine là département thịnh vượng xếp thứ 2 (sau Paris) và là một trong những khu vực giàu có nhất châu Âu. GDP đầu người vào năm 2003 của nó là € 62,374, theo số liệu chính thức của INSEE.

## Dân cư

### Nhập cư
Bản mẫu:France immigration